# 鄭成功記念館
1. 鄭成功児誕石(高解像度)
2. 新築の鄭成功廟、石碑
3. 川内観音堂の媽祖、観音、奉納品
4. 金毘羅神社奉納品
5. 記念館の山門
6. 鄭成功まつり他、イベントの写真

鄭成功記念館（ていせいこうきねんかん）とは長崎県平戸市にある記念館である。
平戸市出身の軍人・政治家である鄭成功を顕彰するために2013年に開館した。

## 概要
鄭成功記念館は、鄭成功の居宅跡とされる場所に建設された記念館である。生家をイメージして作られた建物と休憩所の2棟からなる。
平戸藩は当時の日本の対外貿易の中心であり、各国の商船が集まっていた。鄭成功の父、鄭芝龍は海外事情を熟知しており、1623年頃に平戸藩の藩主松浦氏は、芝龍に平戸の近くの千里ヶ浜に宅地と新居を与えたという。また平戸藩士の田川七左衛門の娘、田川マツと知り合い結婚している。1624年8月27日、平戸の千里ヶ浜にて鄭成功が生まれる。それからほどなくして芝龍は本拠地を中国東南部沿岸に移すが、5年後にマツとの間に2人目の男子が生まれていることから、芝龍は時折平戸にも帰ってきていたと推測される。その後、1630年に鄭成功は7歳で明に渡る。1645年には田川マツも泉州に移り住む。
鄭成功の住居が正確に当地であったかは、確定的ではない。当地には成功が植えたと伝えられるナギの木が残り、また中国の船の守り神とされる媽祖像が祭られていること、さらに文献史料等から、当地に住居があったのではないかと考えられている。過去に発掘調査が実施されたが、当時の建物遺構は後年の開発等で無くなっていた。しかし、出土した遺物には江戸時代初期の貿易磁器片が見つかり、居宅跡の可能性を残している。

## 施設

### 館内
- 媽祖像室
- 和室
- 囲炉裏部屋
- 使用人室
- 土間

### 主な館内展示品

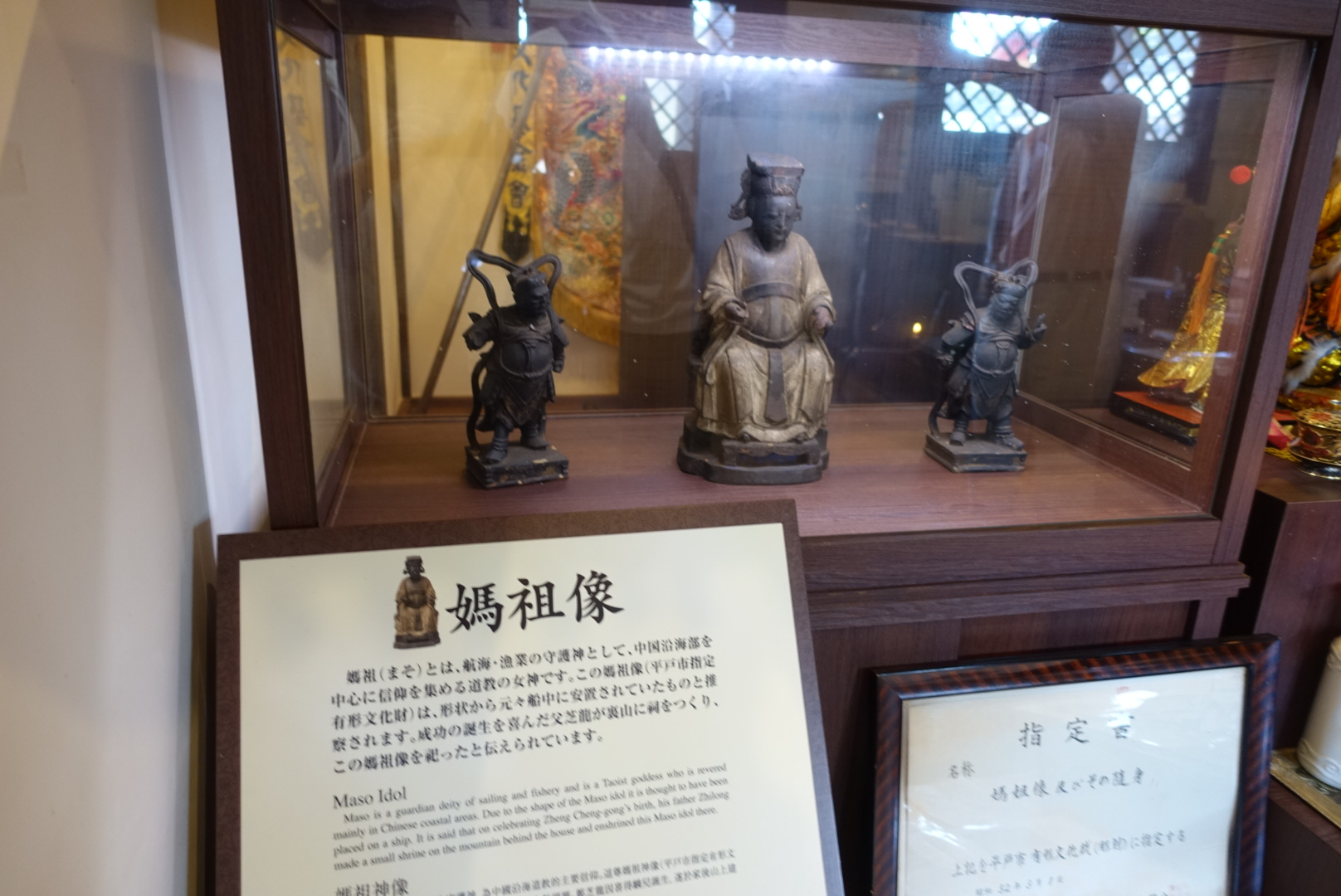
鄭成功記念館に展示されている媽祖像

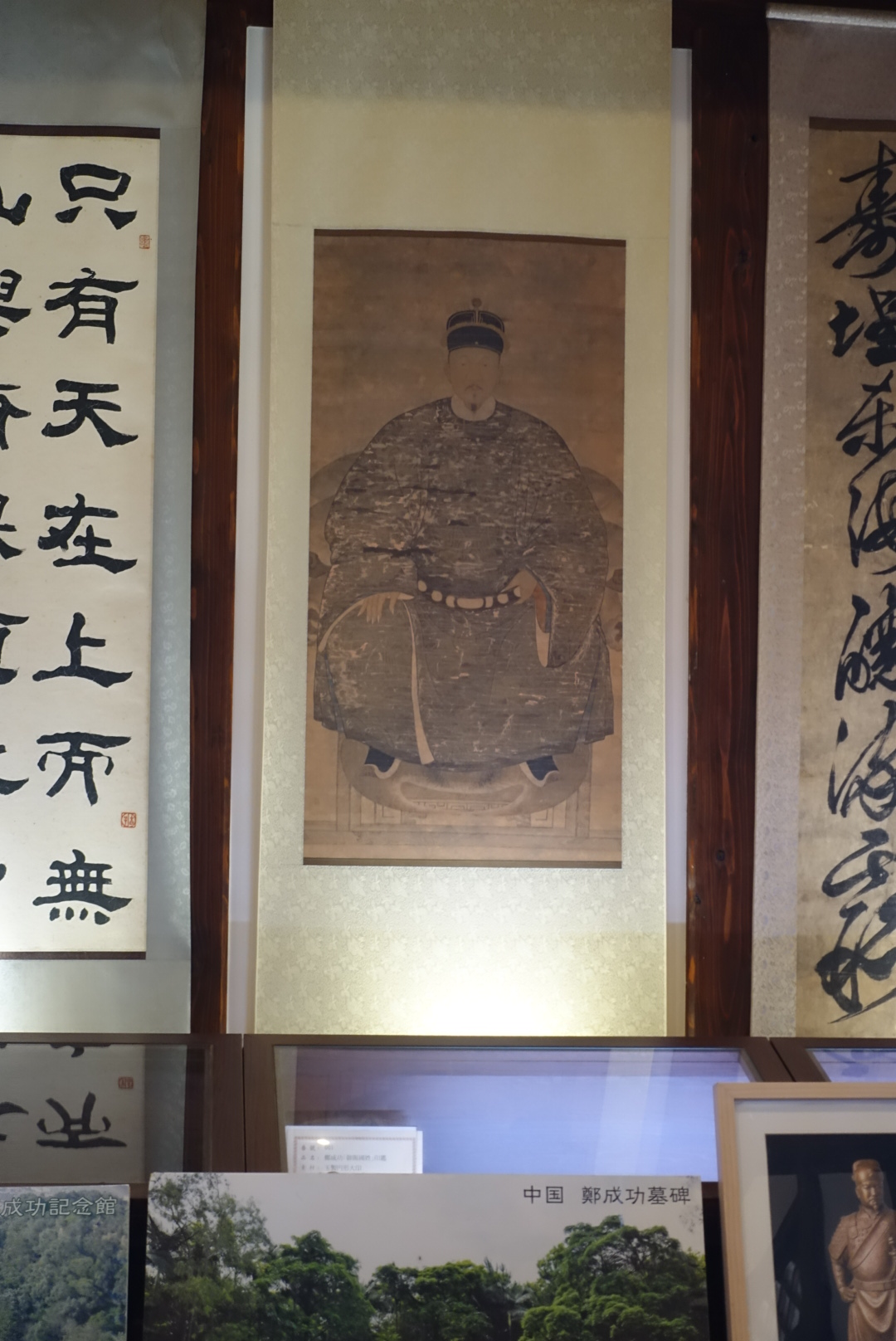
鄭成功記念館鄭成功肖像

媽祖像
当地に伝わる媽祖像。平戸市有形文化財。クスノキ材一木彫り。形状から元々船中に安置されていたものと推察され、随神（千里眼・順風耳）2体と共に一対とされている。芝龍が裏山に祠をつくり、祀ったともの伝えられている。
寄贈の媽祖像
台湾台南市鹿耳門天后宮及び台湾彰化県鹿港天后宮から寄贈された媽祖像が飾られている。
鄭成功書（複製）
台湾台南市の開山神社（現：延平郡王祠）に松浦氏より寄進されたもの。原本は延平郡王祠に付帯の鄭成功文物館に所蔵されている。　
鄭成功肖像（複製）

### 敷地内の史跡

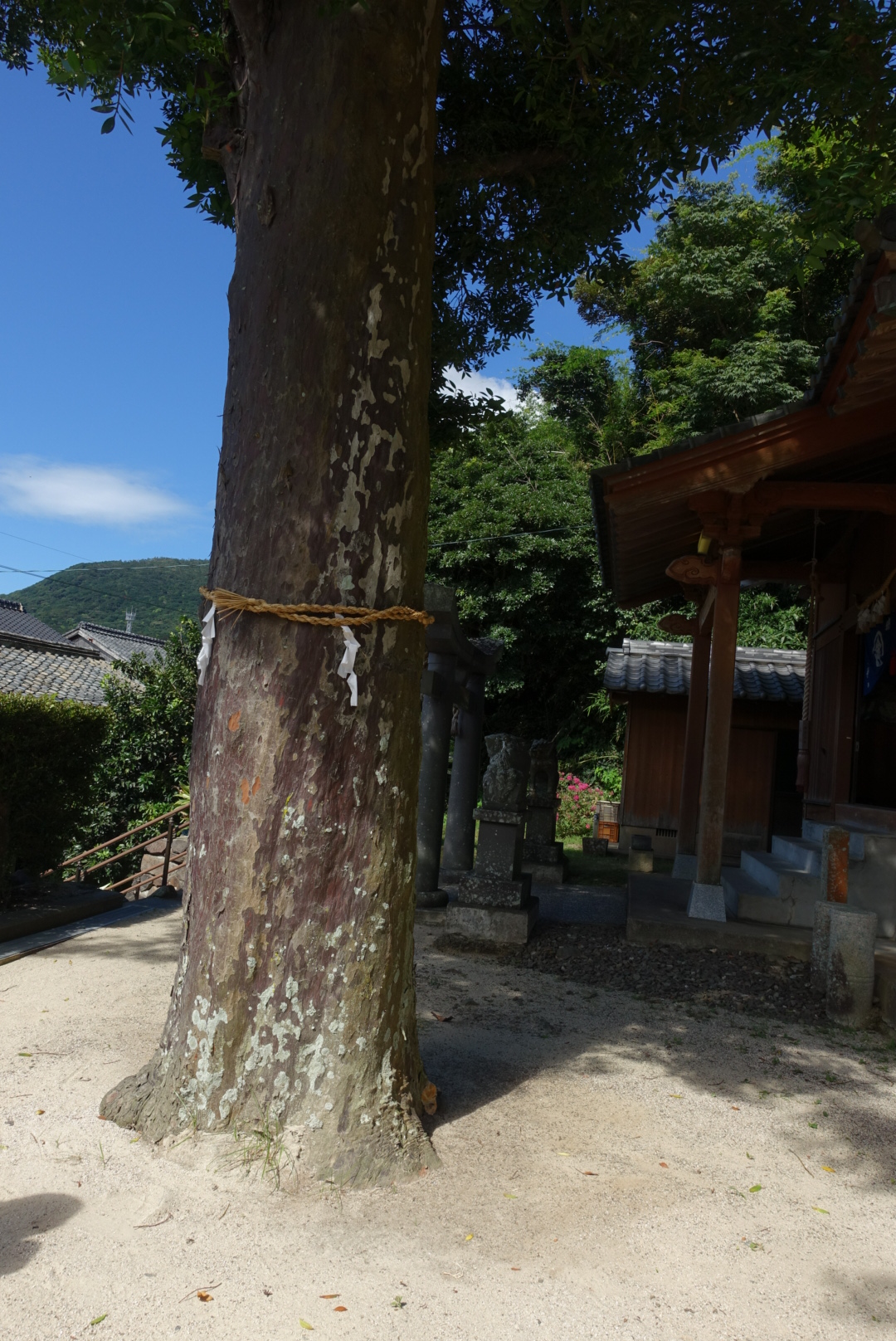
鄭成功記念館前にある、鄭成功手植えのナギの木

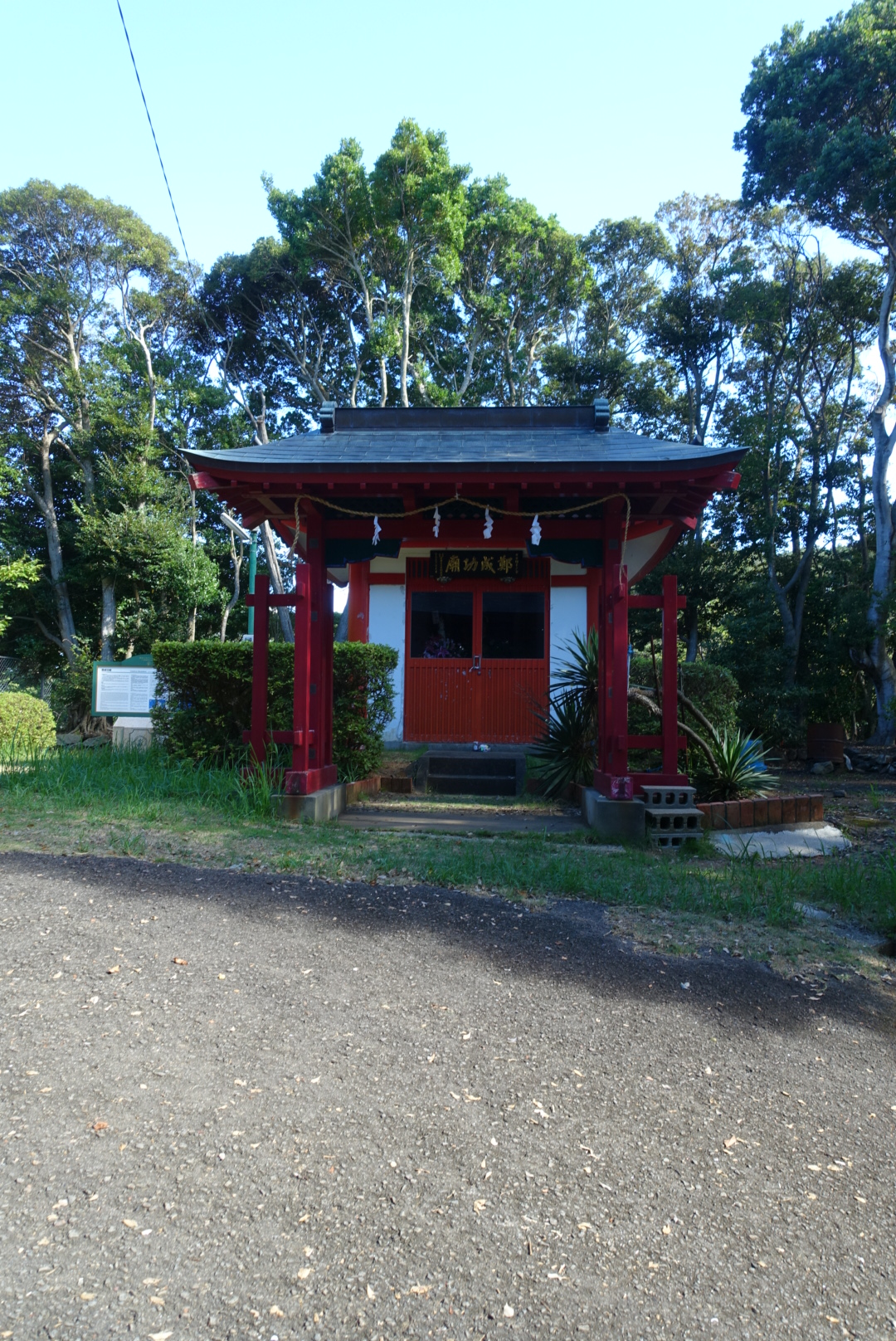
平戸の鄭成功廟（丸山公園内にあった分霊廟）

ナギの木
記念館の横に、幼少期の鄭成功が手植えしたとされるナギの木がある。
鄭成功母子像
鄭成功母子の石像。住民有志より募金を募り、鄭成功の第11代子孫の鄭万進がデザインし、2008年に建立された。
鄭成功分霊廟
1962年（昭和37年）に台湾から分霊を受け、鄭成功記念館と同じ川内町内にある丸山公園に建てられていた。しかし、老朽化に伴い、鄭成功生誕400周年記念事業の第1弾として鄭成功記念館（鄭成功生家跡）敷地内に鉄筋コンクリート平屋建ての分霊廟が建設され、2024年（令和6年）4月14日に記念式典が開かれた。

## 沿革
- 1941年　長崎県により鄭成功居宅跡として史跡に指定
- 1962年　鄭成功廟が開廟
- 2008年　鄭成功母子像が完成
- 2010年　鄭成功生家再現事業計画が決定
- 2011年　記念館デザイン公募、基本構想策定、用地取得
- 2012年　記念館設計、着工
- 2013年　記念館開館
- 2014年　鄭成功像が南安市より寄贈
- 2016年　鄭成功門（山門）が完成
- 2024年　鄭成功分霊廟を敷地内に移転[3]

## 近隣施設

### 鄭成功児誕石

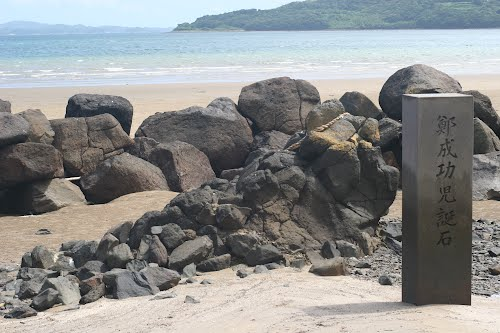
平戸市千里ヶ浜の児誕石

田川マツが千里ヶ浜へ貝拾いに行った際ににわかに産気づき、浜の木陰のこの岩にもたれ掛かって成功を出産したという。記念館から東へ約1000ｍ（徒歩約10分）。

### 鄭成功記念公園
記念館の付近にある海岸に面した公園。鄭成功に関わる石碑と石像がある。海水浴場としてシャワーやトイレ等の施設がある。記念館から東へ約1.4km（徒歩約20分/自動車約5分）。駐車場あり。
鄭延平王慶誕芳跡
鄭成功をたたえる石碑。延平王とは南明の永暦帝が1655年に成功に贈った爵位のこと。この石碑は松浦家第35代の熈が京都の儒学者である朝川善庵に「鄭将軍成功伝」（全文5,000字程度）を作成させたが適切な石がなく、善庵没後、平戸藩家臣である葉山鎧軒に命じ、字数を減らし1852年に建てられたという。
鄭成功像
鄭成功の石像。平戸市の友好都市であり、成功が少年期を過ごした中国福建省南安市より2014年に寄贈されたもの。

## イベント

### 鄭成功まつり
鄭成功の生誕日である7月14日と、その前夜には、鄭成功まつりが催される。現在の主催は平戸観光協会。鄭成功を通じて平戸市と縁のある台南市、金門県、南安市などの関係者や、鄭成功の子孫や崇敬者から構成される鄭氏宗親会の会員などが例年訪れ、成功の遺徳を偲んでいる。国指定重要無形民俗文化財の平戸のジャンガラなどが奉納される。

## アクセス
平戸観光協会では、市街地以外の平戸観光は交通の便が悪いとして、自家用車、レンタカー、観光タクシーの利用を推奨している。公共交通のみを利用する場合には、たびら平戸口駅から平戸桟橋バス停（15分）へ行き、志々伎・宮の浦行に乗り換えて鄭成功記念館前バス停まで（17分）。

## 入館料・開館時間等
- 開館時間 午前８時30分～午後５時
- 入館料 無料
- 住所 長崎県平戸市川内町1114番地２
- 休館日 毎週水曜日、12月31日～1月1日